# Camp Action Climat
Pour les articles homonymes, voir CAC.

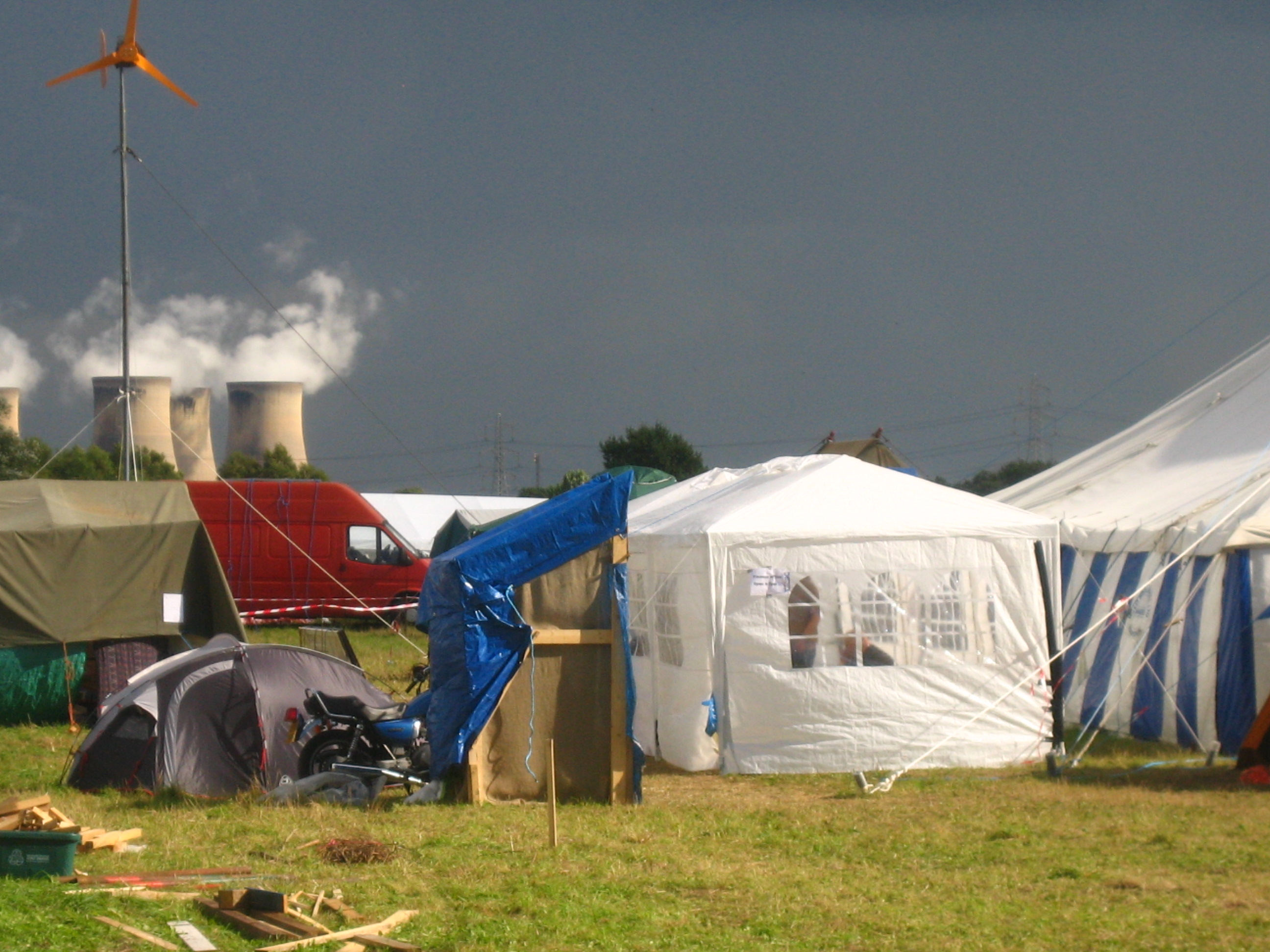
Le squat organisé en 2006 près de la centrale à charbon de Drax (à 6 km de Selby) en Angleterre a été l'un des premiers camp climatiques au monde.

Un Camp Action Climat (CAC) ou camp climatique en français de Suisse est un camp de protestation temporaire, typiquement d’une durée d’une semaine, qui vise à attirer l’attention sur le changement climatique, et à débattre, proposer et mettre en application les alternatives comportementales et techniques qui pourraient en réduire les effets.
Ces camps s'installent en général à proximité de centres (ou de projets de centres) industriels dont l’activité est particulièrement nocive pour le climat. L’activité du camp comprend généralement des manifestations, des manifestives ou de l'action directe non-violente pour dénoncer l’activité de ces centres.

## Origine
Apparu en 2006 en Angleterre, le réseau des camps climat plonge ses racines dans le patrimoine laissé par Reclaim The Streets (Fête de rue), née dans la foulée de Rising Tide (le réseau alter pour la biosphère qui a des ramifications dans tout le monde anglophone). C’est une sorte d’hybridation nouvelle qui revisite la technologie avec la folie clownesque et carnavalesque qui, avec l’irrévérence et l’esprit rebelle des « Pink Bloc », affronte l’appareil sécuritaire de l’État et des grandes entreprises.

## Organisation
Chaque Camp Climat est organisé horizontalement par quiconque souhaite s’investir.
Il a une empreinte écologique minimum, et développe quatre thématiques principales :
- la résistance aux pires « crimes climatiques » par l’action directe créative et non-violente : faire le siège d’installations productrices d’importantes émissions de carbone.
- le développement d’alternatives concrètes pour un mode de vie soutenable ici et maintenant par l'adoption de modes de vie décroissants, avec recyclage de l’eau et des déchets, alimentation végétalienne, énergies éoliennes et solaires.
- l’éducation, à travers un large éventail d’ateliers et de discussions sur l’écomilitantisme en établissant des liens étroits entre les questions de la pauvreté mondiale et celles de la crise climatique.
- la construction d’un large mouvement international pour une justice climatique.

Les camps sont préparés entièrement en autogestion par des volontaires. Des rencontres mensuelles sont organisées les mois précédents. Tout le monde est bienvenu et encouragé à joindre un des groupes de travail (logistique, processus, média, finance, etc.). Il n'y a aucun leader et la prise de décisions se fait au consensus. Au démarrage du camp, le groupe de préparation s'auto-dissout et la vie sur le camp est alors gérée par ses participants : gestion des cuisines, des espaces sanitaires, des conflits, des assemblées générales, des actions directes, des ateliers, des débats, des animations, etc.
Les infrastructures permettant la vie sur le camp sont apportées par ses participants et/ou construits à l'aide de récupération, d'ateliers de construction et d'échanges de savoirs. Le camp fonctionne de façon décentralisée avec des quartiers autonomes qui ont chacun leur cuisine végétarienne, voire végétalienne.
Chaque quartier tient son assemblée générale quotidienne au consensus et des référents sont envoyés à une réunion qui réunit l'ensemble des référents des différents quartiers et groupes de travail qui organisent la vie sur le camp (approvisionnement de la nourriture, gestion sanitaire, médicale, juridique, enfants...). La structure organisationnelle des camps est libre, ouverte et réfléchie. Toute critique du fonctionnement est discutée et permet ainsi d'améliorer son efficacité.

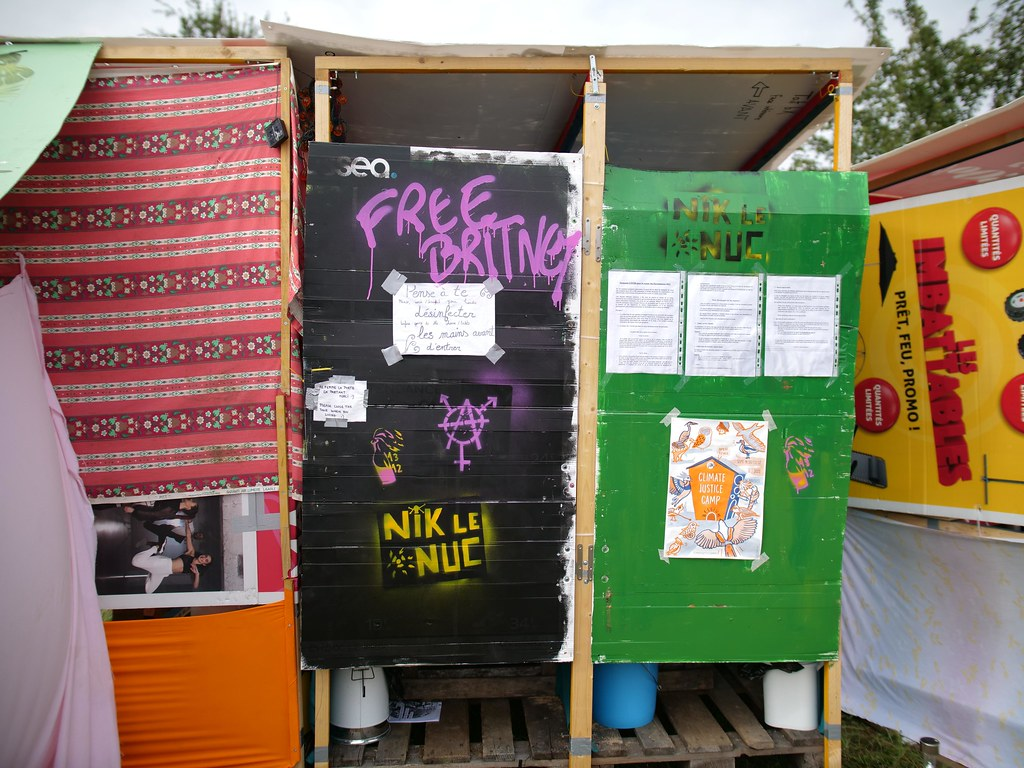
Toilettes sèches du camp anti-nucléaire à Luméville (Meuse) en 2021

Les déchets des toilettes sèches et le compost des cuisines sont entièrement recyclés pour devenir un engrais naturel. L'approvisionnement énergétique du camp est autonome via l'énergie solaire photovoltaïque, des éoliennes, de groupes électrogènes fonctionnant à l'huile végétale. L’approvisionnement en nourriture du camp s'effectue auprès de producteurs biologiques locaux afin de réduire l'impact écologique du transport et soutenir l'agriculture locale.
Les actions directes menées tout au long du camp n'ont pas de meneur ni de représentants, mais se fondent sur un ensemble de groupes affinitaires. Ces groupes affinitaires étant des petits groupes de personnes qui se connaissent mutuellement, se font confiance et se donnent des objectifs particuliers d'actions et des techniques de protection du groupe face à la police. Il est prévu au sein du cortège de communiquer et de se coordonner par divers moyens : signes, couleur, musique, slogan. Ces signes sont conventionnels à chaque manif et leur évolution est constante. Chaque groupe peut décider à n'importe quel moment de s'autonomiser de la manif.

## En France
Le premier Camp Action Climat en France se déroule à Notre-Dame-des-Landes du 3 au 9 août 2009, sur le site du projet d'aéroport du Grand Ouest, près de Nantes. Il a pour objectif d’empêcher la construction de cet aéroport et permettre la convergence d'éco-militants afin d’organiser ensemble un bloc commun lors des protestations entourant la conférence de Copenhague de 2009 sur les changements climatiques.
L'édition 2010 a lieu à Harfleur à côté du Havre, du 22 juillet au 1er août 2010 près de la raffinerie de Normandie appartenant au groupe Total.[réf. nécessaire]